# 프랜시스 포드
프랜시스 포드(Frank Thomas Feeney, 1881년 8월 14일 ~ 1953년 9월 5일)는 미국의 배우, 영화 감독, 각본가, 영화 배우이다.

## 영화
- 태양은 밝게 빛난다 (1953년)
- 말 없는 사나이 (1952년)
- 웨곤 마스터 (1950년)
- 황색 리본을 한 여자 (1949년)
- 쓰리 가드파더 (1948년)
- 드리프트우드 (1947년) - 애브너 그린 역
- 웨이크 업 앤 드림 (1946년)
- 황야의 결투 (1946년)
- 세계의 어머니 (1946년)
- 화이트 고릴라 (1945년)
- 샌 안토니오 (1945년)
- 옥스보우 인서던트 (1943년)
- 배니싱 버지니안 (1942년)
- 토바코 로드 (1941년)
- 분노의 포도 (1940년)
- 링컨 (1939년)
- 모호크족의 북소리 (1939년)
- 역마차 (1939년)
- 더 걸 오브 더 골든 웨스트 (1938년)
- 스타 이즈 본 디 오리지널 (1937년)
- 시카고 (1937년)
- 찰리 챈 앳 더 서커스 (1936년)
- 상어섬의 죄수 (1936년)
- 프라우 앤 더 스타 (1936년)
- 평원의 사나이 (1936년)
- 굽이도는 증기선 (1935년)
- 파리 인 스프링 (1935년)
- 밀고자 (1935년)
- 프리스트 판사 (1934년)
- 길을 잃은 정찰대 (1934년)
- 로마 스캔달 (1933년)
- 닥터 불 (1933년)
- 순례여행 (1933년)
- 스카페이스 (1932년)
- 바다 아래 (1931년)
- 프랑켄슈타인 (1931년)
- 특종 기사 (1931년)
- 더 트레일 오브 '98 (1928년)
- 더 브로큰 코인 (1915년)
- 어 스터디 인 스칼렛 (1914년)